# Katsuya Eguchi
Katsuya Eguchi (江口 勝也, Eguchi Katsuya) est un game designer, directeur et producteur japonais de jeu vidéo. Il dirige le Groupe de Développement no 2 du studio Nintendo Entertainment Analysis and Development.
Il est né en 1965 à Tokyo (Japon) et grandit dans la préfecture de Chiba. Il commence son travail chez Nintendo en 1986 en tant que game designer sur Super Mario Bros. 3. Il travailla pour la première fois en tant que directeur sur Star Wing en 1993. Les autres jeux sur lesquels il fut impliqué incluent Super Mario World, Wave Race 64, Yoshi's Story, Animal Crossing et Wii Sports. Il est responsable de Animal Crossing: Let's Go to the City, sorti en décembre 2008. Son équipe de travail était responsable de la démo de tir sur Wii à l'Electronic Entertainment Expo 2006, avec entre autres Wii Play.

## Travaux
- 1990 : Super Mario World, directeur des stages[1]
- 1993 : Star Wing, directeur[2]
- 1997 : Yoshi's Story, créateur des stages[3]
- 2001 : Animal Crossing, directeur[4]
- 2005 : Animal Crossing: Wild World, producteur[5]
- 2006 : Wii Sports, producteur[6]
- 2006 : Wii Play, producteur[7]
- 2006 : Star Fox Command, superviseur[8]
- 2008 : Animal Crossing: Let's Go to the City, producteur[9]
- 2009 : Wii Sports Resort, producteur[10]
- 2013 : Animal Crossing: New Leaf, producteur[11]
- 2015 : The Legend of Zelda: Majora's Mask 3D, producteur supérieur
- 2015 : Splatoon, producteur général
- 2015 : Animal Crossing: Happy Home Designer, producteur général
- 2020 : Animal Crossing : New Horizons, producteur